# San Dionisio Ocotepec
San Dionisio Ocotepec là một đô thị thuộc bang Oaxaca, México. Năm 2005, dân số của đô thị này là 9487 người.